# Marija Krisper Kramberger
Mag. Marija Krisper Kramberger (* 24. květen 1946) je slovinská právnička.

## Životopis
V letech 1968/69 studovala díky stipendiu ve francouzském Nancy. V roce 1970 absolvovala Právnickou fakultu Univerzity v Lublani. Poté působila jako praktikantka v Lublani a v roce 1973 složila advokátské zkoušky. V listopadu 1980 získala titul magistra právních věd. V letech 1980 až 1985 působila na Nejvyšším soudu jako odborná konzultantka. V roce 1985 se stala zástupkyní generálního prokurátora Socialistické republiky Slovinsko. V roce 1991 byla zvolena soudkyní Nejvyššího soudu, kde byla od 20. listopadu 1991 členkou občanskoprávního senátu. V roce 1993 absolvovala jednoměsíční studijní pobyt u Nejvyššího soudu Francouzské republiky v Paříži. V roce 1996 studovala na Institutu UNIDROIT v Římě. Tři roky (do r. 1999) byla jako odbornice na občanské právo zástupcem Slovinska ve Výboru expertů pro zlepšení řízení před Evropským soudem pro lidská práva.
Na funkci soudkyně Ústavního soudu ji navrhl prezident Milan Kučan na základě podnětu Nejvyššího soudu. Zvolena byla v březnu 2002 v tajném hlasování, kdy pro její zvolení ve Státním shromáždění hlasovalo 57 poslanců a proti 17. Výkon funkce ústavní soudkyně nastoupila 25. května 2002. S ohledem na zdravotní problémy požádala v červnu 2010 prezidenta republiky Danilo Türka o zproštění funkce ústavní soudkyně. Funkci opustila 13. září 2010. Její agendu poté převzala Dr. Etelka Korpič-Horvat.